# ケナは韓国が嫌いで
『ケナは韓国が嫌いで』（ケナはかんこくがきらいで、朝原題：한국이 싫어서）は、2023年公開の韓国映画。

## 概要
本作品は、韓国の小説家チャン・ガンミョンの2015年の小説『韓国が嫌いで』を原作とし、生きづらさから母国を脱出した韓国人女性が、新天地ニュージーランドで人生を模索するさまを描く。監督は、「第二のホン・サンス」とも「韓国の是枝裕和」とも称されるチャン・ゴンジェが務め、監督のみならず脚本も自ら手掛けた。主人公の韓国人女性ケナ役にコ・アソン、友人ジェイン役にはチュ・ジョンヒョクが起用され、その他の役には、キム・ウギョム、イ・サンヒ、オ・ミンエ、パク・スンヒョンらが配された。
2023年10月4日、第28回釜山国際映画祭の開幕作品として、初めて公開された。その後、2024年8月28日に製作国である韓国で公開され、2025年3月7日に日本で公開された。

## キャスト
ケナ（계나） - コ・アソン
主人公。大学を卒業後、大手金融会社で働く。28歳。
恋人のジミョンとは、大学1年生からの付き合いで交際7年となる。
韓国社会に生きづらさを感じ、すべてを捨てて、単身でニュージーランドに移住する。
ジェイン（재인） - チュ・ジョンヒョク
ケナがニュージーランドで出会った韓国人留学生。ケナの友人になる。
ジミョン（지명） - キム・ウギョム（김우겸）
ケナの恋人。優しい性格で、ケナに誠実に接している。
ミナ（미나） - キム・ジミン（キム・トゥットゥル）（ko）
ケナの妹。ケナと父母とともに古い団地で一緒に暮らしている。
ヒョンソ（형서） - a.mond（ko）
ケナの年下のボーイフレンド。ニュージーランドのアルバイト先で出会う。
ケナの父親（계나 부） - イ・サンヒ（ko）
ソウル郊外の古い団地で、妻と娘2人（ケナとミナ）で暮らす。団地は、数年後に建て替えを控えており、新しい住まいを探す必要に迫られている。
ケナの母親（계나 모） - オ・ミンエ（ko）
ソウル郊外の古い団地で、夫と娘2人（ケナとミナ）で暮らす。
団地は、数年後に建て替えを予定しているため、新居の購入資金として3,000万ウォンの提供をケナに求めるが、断られてしまう。
パク・キョンユン（박경윤） - パク・スンヒョン（박승현）
大学時代の友人。公務員を目指して、就職浪人を続けている。
キム・テウン（김태은） - キム・ジヨン
ニュージーランドの仲介業者。韓国人留学生の世話をしている。
チャ・サンウ（차상우） - パク・ソンイル（ko）
ニュージーランドの仲介業者キム・テウンの夫。
リッキー（리키） - Morgan Oey（en）
ニュージーランドで知り合ったインドネシア男性。
エリー（엘리） - Trae TE WIKI
ニュージーランドでの職場の同僚。他の同僚に注意されたケナを庇ったことをきっかけに友人となる。
ハジュン（하준） - Euan PARK
ニュージーランドの仲介業者キム・テウンの息子。韓国語が苦手なため、ケナが家庭教師になる。
チェ・ボクヒ（채복희） - チョン・イラン（ko）※特別出演
韓国で著名な「幸福の伝道師」。「明日や1年後、10年後ではなく、今この瞬間にあなたが望む幸せとは何か」という質問を投げかけ、「お金ではなく幸せを追求しよう」という考え方は、ケナに影響を与える。

## スタッフ
- 監督：チャン・ゴンジェ
- 脚本：チャン・ゴンジェ
- 原作：チャン・ガンミョン著『韓国が嫌いで』
- 製作：ユン・ヒヨン
- 音楽：クォン・ヒョンジョン
- 撮影：ナ・ヒソク
- 編集：イ・ヨンジョン
- 美術：キム・ソナ
- 衣装、メイクアップ：ユ・ジンダン
- 照明：チョン・セヨン
- 製作会社：モクシュラ、シネマティック・モーメント、インディストーリー、サイダス
- 配給：NKコンテンツ、Dステーション
- 配給（日本）：アニモプロデュース
- 日本語字幕：本田恵子